# Перетин
Перети́н — село в Гордеевском районе Брянской области, в составе Петровобудского сельского поселения. Расположено в 6 км к северо-востоку от села Петрова Буда, в 12 км к юго-западу от Гордеевки. Население — 244 человека (2010).
В селе имеется отделение связи, сельская библиотека.

## История
Основано в середине XVIII века как владение Якова Тарновского; в 1779 отобрано П. В. Завадовским (казачьего населения не имело). До 1781 года входило в Новоместскую сотню Стародубского полка; с 1782 по 1921 в Суражском уезде (с 1861 — в составе Петровобудской волости). В 1880-х гг. была открыта церковно-приходская школа; с 1888 здесь упоминается храм Рождества Богородицы (не сохранился).
Сильно пострадало в ходе установления Советской власти (1917—1920). В 1921—1929 в Клинцовском уезде (Петровобудская, с 1924 Ущерпская волость). С 1929 года в Гордеевском районе, а в период его временного расформирования — в Клинцовском (1963—1966), Красногорском (1967—1985) районе. До 1954 года являлось центром Перетинского сельсовета; в 1954-1959 в Великоборском сельсовете.